# Тайванська єна
Тайванська єна (яп. 圓) — грошова одиниця Тайванського генерал-губернаторства у складі Японської імперії в 1899—1946 роках. Дорівнювала японській єні і перебувала в обігу паралельно з нею.

## Історія
У 1895 році, після японсько-цінської війни, згідно із Сімоносекським договором, Тайвань перейшов під протекторат Японії.
Починаючи з 1899 року, Банк Тайваню випускає тайванські єни, які були в обігу на острові разом із японськими грошима. 
У 1917—1918 роках влада Тайваню через брак розмінної монети випускає в обіг наклеєні на поштові листівки марки у 1, 3, 5, 10, 20 сен. Листівка з двома марками по 20 сен і одною в 10 сен коштувала 50 сен.
У 1945 році Тайвань перейшов під керівництво Китайської Республіки. У 1946 році єна була вилучена з обігу, її замінив тайванський долар.